# Crematogaster brevimandibularis
Crematogaster brevimandibularis är en myrart som beskrevs av Horace Donisthorpe 1943. Crematogaster brevimandibularis ingår i släktet Crematogaster och familjen myror. Inga underarter finns listade i Catalogue of Life.